# Остров (Вашкинский район)
Остров — деревня в Вашкинском районе Вологодской области.
Входит в состав Андреевского сельского поселения (с 1 января 2006 года по 8 апреля 2009 года была центром Островского сельского поселения), с точки зрения административно-территориального деления — центр Островского сельсовета.
Расстояние до районного центра Липина Бора по автодороге — 39 км, до центра муниципального образования деревни Андреевская по прямой — 8 км. Ближайшие населённые пункты — Большая Чаготма, Еськино, Малая Чаготма.
По переписи 2002 года население — 123 человека (62 мужчины, 61 женщина). Преобладающая национальность — русские (99 %).
В деревне Остров расположены памятники архитектуры амбар-пятистенок, амбар-четырехстенок, жилой дом Виноградовой, жилой дом Ю. Д. Яковлевой, жилой дом И. К. Кузнецовой.